# ビル・ラバウンティ

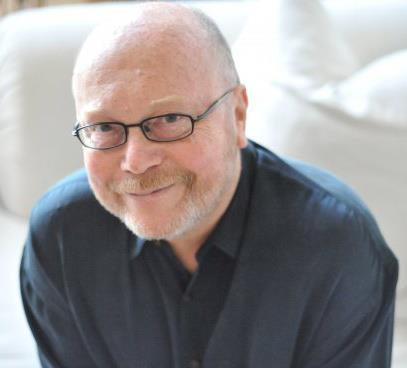
ビル・ラバウンティ

ビル・ラバウンティ（Bill LaBounty）は、アメリカ合衆国ウィスコンシン州出身のシンガー・ソングライター。ポップ/アダルト・コンテンポラリー（AOR）、ソフトロックの分野で主に活動する。

## バイオグラフィ
初期はファット・チャンスのバンドメンバーとして活動、後にソロ活動に移った。1978年に発表した"This Night Won't Last Forever"がヒットし、翌年にマイケル・ジョンソンがカバーした。
1990年代にはカントリー・ミュージックにシフトしていた。

## ディスコグラフィ
- Promised Love (1975, Warner/Curb)
- This Night Won't Last Forever (1978, Warner/Curb)[注 1]
- Rain in My Life (1979, Warner/Curb)
- Bill LaBounty (1982, Warner/Curb)
- Right Direction (1994, Noteworthy)
- Best Selection (2004, Columbia)
- Back To Your Star (2009, Chill Pill Records (USA), T.a.c.s Records (Japan))